# Anii 130 î.Hr.
Secole: Secolul al III-lea î.Hr. - Secolul al II-lea î.Hr. - Secolul I î.Hr.
Decenii: Anii 180 î.Hr. Anii 170 î.Hr. Anii 160 î.Hr. Anii 150 î.Hr. Anii 140 î.Hr. - Anii 130 î.Hr. - Anii 120 î.Hr. Anii 110 î.Hr. Anii 100 î.Hr. Anii 90 î.Hr. Anii 80 î.Hr.
Anii: 140 î.Hr. | 139 î.Hr. | 138 î.Hr. | 137 î.Hr. | 136 î.Hr. | 135 î.Hr. | 134 î.Hr. | 133 î.Hr. | 132 î.Hr. | 131 î.Hr. | 130 î.Hr.
Evenimente